# Indie pop
Indie pop o pop indie (de manera més reduïda del terme de pop independent) es refereix a la música indie basada en les convencions de la música pop. Com que el terme indie rock sovint inclou a tota la música indie en general, l'indie pop pot considerar-se com a subgènere de l'indie rock. Altres vegades els termes s'usen per a indicar una divisió entre pop i rock dins de l'escena indie. L'indie pop és la música pop que es mou fora dels límits de la música pop convencional, sent moltes vegades lo-fi o almenys inusual.

## Història

### Arrels
Les arrels de l'indie pop s'hi troben en pioners com Jonathan Richman i en algunes cançons de Velvet Underground, així com en els sons més suaus del garage pop/rock dels anys 60, i en artistes famosos dels seixanta com els Beatles, els Beach Boys i els primers anys de Pink Floyd. Les bandes femenines dels 60 també van influir en gran manera a l'indie pop, tant musicalment com estilísticament, sent un exemple The Shangri-Las. Els Ramones i la mescla seua de les melodies dels 60 amb les guitarres crues del punk rock, també van ser una influència clau. Els Buzzcocks i el seu punk-pop també hi van influenciar adaptant el so dels Ramones per a convertir-se en un dels pilars del so de l'indie pop posterior.

### Indie pop britànic
L'indie pop, als seus inicis, podia trobar-se en fanzines fotocopiats, en l'escena derivada del punk i en segells discogràfics menuts, com Postcard Records o Rough Trade Records. A principis dels 80, hi havia dotzenes de segells al Regne Unit. La publicació una llista setmanal de senzills i àlbums indies a començaments de 1980 va coincidir amb el creixement de la música indie al Regne Unit. Tot seguit l'any 1981, es va complir el cinqué aniversari del moviment indie i de la discogràfica Rough Trade i, per a commemorar-ho, el setmanari New Musical Express va traure un àlbum en casset que marcaria una època: C81. La divisió de l'indie entre "pop" i "rock" va ser notable amb els pioners del post-punk, Orange Juice, que tenien un so de guitarres dringadisses, taral·les i lletres que els escarnien a ells mateixos, el qual contrastava amb la seriositat i el missatge més polític d'altres bandes de post-punk com Crass o Killing Joke. Malgrat no pertànyer mai a l'escena indie pop, els Smiths (Rough Trade Records), va influir a moltes bandes.
En 1986 New Musical Express va traure un altre àlbum en casset, aquesta vegada anomenat C86, intentant promoure una nova escena d'indie pop que hi va aparéixer amb un so més suau. D'aquesta manera, grups com The Pastels, The Wedding Present, The Soup Dragons, Primal Scream i The Bodines es van fer més coneguts.
L'àlbum C86 va causar molta expectació als Estats Units, on estava sorgint un so més pop a l'estil Ramones, davant un so més rock dels Sex pistols. Des de mitjan anys vuitanta va pujar la popularitat de gèneres com el hip-hop, l'acid house i el raveque van influir en una gran mesura a l'escena indie que va continuar. Açò va provocar un canvi gran d'estil, exemple d'això són els Primal Scream, primer exponent de l'indie dance.
The Pink Label, 53rd & 3rd, i The Subway Organisation van ser algunes de les discogràfiques que van acollir a grups d'indie pop com als The Shop Assistants, Razorcuts, The June Brides, The Flatmates i als Talulah Gosh. Aquest últim pot considerar-se com al primer dels grups que va fundar la segona ona de l'indie pop: el twee pop.
Molts d'aquests grups, com molts grups de l'anomenat twee pop, comptaven amb dones dins de les bandes, un fet insòlit en aquesta època, ja que l'indie pop sempre ha tingut un fort sentiment en la igualtat entre sexes. Potser, el seu aspecte "filosòfic" més important és abanderar el punt de vista "anti-sexista".

### Indie pop als Estats Units d'Amèrica
Als Estats Units es va originar una revolució pareguda en el pop "underground" a Olympia (Washington). Beat Happening era una banda indie amb una estètica bastant similar als de l'escena britànica, tocant melodies pop prou allunyades de l'escena hardcore-punk del moment. Beat Happening va traure el seu primer disc el 1985 en la discogràfica que van fundar: K Records. Altres discogràfiques van anar creixent, com Bus Stop (1987), Picturebook (1987), Harriet (1989) i Slumberland (1989), concentrant-se en el so de l'indie pop nord-americà, que era un poc més cru i moderat que el britànic, més suau, harmoniós i dolç.

## Abast internacional
L'indie pop ha assolit la seua expansió pertot arreu, tenint com a comú bandes amb guitarres dringadisses i cors de veus suaus. A més de Gran Bretanya i els Estats Units, han crescut el nombre de bandes jóvens des de 1985 a Nova Zelanda, gravant per a Flying Nun Records, com The Bats, The Chills i The Clean, i també altres països com Alemanya, Suècia, el Japó, Grècia, Espanya i el Canadà han tingut també una escena indie pop considerable. Austràlia també s'hi va sumar al nombre de països amb grups com The Go-Betweens, The Pearly Gatecrashers, The Sugargliders, The Lucksmiths i, ja a la dècada dels 2000, Architecture in Helsinki.

### Indie pop a Espanya
Durant la movida madrileña a principis dels 80, es van crear els primers segells independents a l'estat, com La Fábrica Magnética, DRO o Grabaciones Accidentales, que van establir les bases per al sorgiment de l'indie pop a Espanya. A més, es va crear l'emisora de ràdio pública de RTVE, Radio 3, donant cobertura als sons més alternatius, i van aparéixer altres programes de ràdio com "Disco Grande" en l'extinta Radiocadena Española.
Ja l'any 1988, va nàixer a Sant Sebastià el grup Aventuras de Kirlian, clarament influït per l'indie britànic, encetant l'escena anomenada Donosti Sound, inici de tot l'indie pop espanyol. El Donosti Sound va ser encapçalat per bandes com La Buena Vida, Le Mans o Family. Aquesta aparició de grups independents, que cantaven en castellà, va fomentar l'aparició de més segells independents com Subterfuge Records i Elefant Records.
A partir dels anys 90 l'indie a Espanya experimenta una revolució a nivell estatal degut, entre d'altres, al naixement de la banda granadina Los Planetas, influenciada per grups com Joy Division o The Velvet Underground. A partir de llavors, l'indie espanyol es troba en continu moviment amb focus com Madrid o Barcelona. També van ser importants representants de l'indie pop dels noranta grups com El Niño Gusano des de Saragossa, Australian Blonde i Undershakers des de Gijón, La Habitación Roja des de València i Cecilia Ann des de Granada.
Cap a voltants del 1997 va sorgir a Espanya una escena encapçalada pels santboians Los Fresones Rebeldes que reivindicava tant el pop més melòdic dels anys 60, com l'actitud despreocupada dels 80. La premsa va anomenar aquest moviment com Acné Pop, encara que sovint també s'ha anomenat despetivament com Tonti pop degut a la seua actitud naïf i sense pretensions. Amb la cançó Al Amanecer, Los Fresones Rebeldes van obtindre bastanta popularitat fins a arribar a sonar repetidament a les emissores de música. Altres representants d'aquest so erens les madrilenys Meteosat, Niza, La monja enana, L-KAN, els barcelonins La Casa Azul i TCR, les asturianes Nosoträsh, els gallecs Juniper Moon o els murcians Vacaciones, gravant molts d'ells en Elefant Records, segell abanderat del gènere.
La dècada dels 2000 ve marcada per grups com Pauline en la Playa (de les extintes Undershakers), Parade, Maga, Sunday Drivers, Astrud o Sr. Chinarro, els solistes Deluxe i Iván Ferreiro, els populars Vetusta Morla i Love of Lesbian. També han sorgit grups com Souvenir, Plastic D'amour, i Les Très Bien Ensemble, caracteritzades per cantar en francés. A final de la dècada molts dels grups indie espanyols han tingut una major repercussió gràcies a l'assistència als festivals celebrats a Espanya, sobretot a l'època estiuenca, tals com el Festival Internacional de Benicàssim (des de 1995), el Sonorama (des de 1998), el Lemon Pop de Múrcia (1996) o el Contempopránea (1996); així com altres festivals apareguts posteriorment com Primavera Sound a Barcelona, popArb a Arbúcies o Ebrovisión a Saragossa.

### Indie pop a Suècia
A mitjans dels anys 2000 apareix a Suècia una nova generació de grups d'Indie pop, que concentren totes les mirades de blogs, fanzines, premsa musical i aficionats del gènere. La major part d'aquesta escena grava en el segell també suec Labrador Records. Algunes de les bandes més importants són Acid House Kings, els quals compten amb antics membres de Club 8; també Sambassadeur, I'm from Barcelona, Irene, The Radio Dept, Raymond & Maria, The Legends o Jens Lekman.

## Fanzines
Are you scared to get happy? va ser un dels principals fanzines d'indie pop i quan va deixar de publicar-se en 1987 el seu escriptor, Matt Haynes, es va ajuntar amb Clare Wadd (escriptor del fanzine Kvatch) per a crear Sarah Records. Molta gent considera hui dia a Sarah Records (que va desaparéixer en 1995) com al segell d'indie pop model.
Actualment els fanzines han evolucionat a noves formes electròniques i a internet es pot trobar centenars de blocs que ocupen el lloc de les publicacions de paper.

## Creixement
Des de principis dels anys 90, l'indie pop ha estat creixent sense parar en popularitat. Entre 1985 i 1995 era quasi impossible sentir en EUA o Europa algun àlbum d'indie pop en una emissora de ràdio comercial, i fins i tot algunes ràdios alternatives subestimaven els sons suaus del twee pop, preferint altres gèneres com el grunge o el punk rock. Això no obstant, en els últims anys, l'indie pop ha anat guanyant lloc a les ràdios. Algunes bandes formades en el so típic de l'indie rock, com Yo la tengo o Flaming lips (malgrat que graven amb un segell discogràfic multinacional) s'han anat acostant a l'indie pop en els últims anys.